# Абагинская оборона
Оборона Абаги (якут. Абаҕа көмүскээһинэ) — столкновение якутских конфедералистов с отрядом красногвардейцев и вооружённых пионеров в селе Абага.

## Предыстория
Абагинский наслег Амгинского улуса часто становился местом боёв во времена Гражданской войны в Якутии.
В 1921 году абагинский гарнизон красных под командованием Романченко отбил атаку превосходящих сил отряда Коробейникова.
В 1923 году в местности Сасыл-Сысыы в пяти километрах от Абаги отряд красноармейцев под командованием Ивана Строда в течение 20 дней удерживал оборону в условиях жестоких якутских морозов. Белогвардейцы были разбиты, событие вошло в историю Красной Армии, получив название «Ледовая осада в Амге» и стало последней крупной битвой в Гражданской войне.
В 1927 году в Якутии началось вооружённое выступление Младо-якутской национальной советской социалистической партии конфедералистов под командованием Ксенофонтова и Артемьева.
С получением известия о появлении отряда Артемьева в Абагу приехал сотрудник ОГПУ Митрофан Риу (Котельников), создавший из пионеров и комсомольцев дружину самообороны, а интернат превратили в казарму. Вскоре в Абагу прибыли красные отряды Субурусского, Николаева и Колмогорова, следовавшие в Петропавловск. С уходом отрядов, село осталось под охраной пионеров, комсомольцев и ветеранов. Начальником гарнизона назначили Семёна Сыромятникова.
В село Петропавловск, захваченном конфедералистами, прибыли Г. Ф. Окороков и Я. К. Нестер с известием, что отряд, подчиняющийся руководству ЯАССР, покинул село Абага, что позволяло взять этот населенный пункт без боя. Было решено взять село под свой контроль.
По плану Артемьева отряд Чемокина (17 человек) должен был ограбить магазин, отряд Михайлова из 24 человек — взять исполком, основной отряд Рахматулина (Боосоойко) — атаковать школу и казарму.
О том, что в село идут мятежники, абагинцам стало известно заранее, и они успели подготовиться к нападению. Абагинцы запросили помощи в Якутске, руководство выслало в село обоз с винтовками.
7 ноября в момент проведения пионерами и комсомольцами спектакля в честь 10-летия Октябрьской революции, постовой Боря Емельянов поднял тревогу, приняв табун лошадей за врагов. Эта ложная тревога показала слабую боеспособность Абагинского гарнизона. На следующий день были сооружены баррикады, окопы, каждому была объяснена его задача и место в случае боевой тревоги.

## Ход боя
В ночь с 8 на 9 ноября залаяла собака, началась атака мятежников. Постовой Гоша Егоров, направившись верхом на коне в место где лаяла собака, увидел цепь из вооружённых людей. Конфедералисты вошли в село из леса с севера и захватили здание исполкома.
Поднятые по тревоге Гошей пионеры быстро заняли свои позиции. На их требование: «Сдавайтесь!», пионеры отвечали интенсивным огнем.
Коммунист Афанасий Жирков в одиночку оборонял центральный магазин при поддержке плотного огня с тыла. Командир отряда Иван Слепцов подбадривал бойцов и давал приказания, перебегая от окопа к окопу, но получил ранение в живот и скончался спустя некоторое время. Комсомольскому секретарю улусной ячейки Гане Старостину, выскочившему с криком «Ура!», попала пуля в голову.
К рассвету спустя 4 часа после начала боя, конфедералисты вынуждены были отступить. Причиной отхода, по словам Артемьева, являлся «могущий быть урон и жертвы». Со стороны мятежников был убит боец Пётр Артемьев, ещё один получил ранение. Впоследствии, отряд Михаила Артемьева направился в село Мытатцы Горного улуса, где соединился с отрядом Павла Ксенофонтова.

## Память
На следующий день после атаки были торжественно похоронены Иван Слепцов и Ганя Старостин.
Четверо из 25 оборонявших Абагу впоследствии погибли на фронтах Великой Отечественной войны, ещё двое получили там ранение. Последний оставшийся в живых участник Абагинской обороны Павел Гаврилович Новиков был жив в 1997 году в возрасте 86 лет.
Боевую дружину Абаги наградили Красным Знаменем ЯЦИК, которое вручено на вечное хранение пионерам Абагинской школы.

В 1930 году, к 30-летию со дня образования комсомола Якутии, комсомольский поэт Серафим Кулачиков (Эллэй) написал поэму «В годы пуль и бурь» (якут. Буурҕа-буулдьа дьылыгар), где упоминается оборона Абаги:
Артыамыйап далаҕа
Атааканан түспүтүн —
Ыстаал буулдьа ардаҕа

Абаҕаттан үүрбүтүн!
В 1977 году, в честь 50-летия подвига абагинских пионеров и боевой Красной дружины в селе был установлен памятный обелиск.